# Аніта Саркісян
Аніта Саркіся́н (англ. Anita Sarkeesian; нар. 1983, Канада) — канадсько-американська феміністка, критик ЗМІ, блогерка та публічна діячка. Засновниця Feminist Frequency, вебсайту, на якому розміщуються відео та коментарі, які аналізують зображення жінок у масовій культурі. Також відома своєю серією відео «Тропи проти жінок у відеоіграх», що досліджує тропи у відображенні персонажів відеоігор жіночої статі.
У 2012 році Саркісян стала жертвою кібермоббінгу після запуску свого проєкту на Kickstarter, щоб зібрати кошти на фінансування серії «Тропи проти жінок у відеоіграх». Підтримувачі пожертвували майже 160 тис. доларів, набагато більше, ніж 6 тис. доларів, які вона шукала. Ситуацію широко висвітлювали ЗМІ, які поставили Сакрісян у центр обговорення мізогінії у культурі відеоігор та кібермоббінгу. Вона виступила на конференціях TEDxWomen і XOXO, з'явилася на ток-шоу «The Colbert Report», де обговорювала свій досвід кібермоббінга та покращення статевої інклюзивності у ігровій та масовій культурі.

## Життєпис
Аніта Саркісян народилася у 1983 році у Канаді і зростала біля Торонто. Її батьки — вірмени, які імігрували з Іраку до Канади у 1970-х роках. Саркісян пізніше переїхала до штату Каліфорнія і ідентифікує себе як канадко-американку.
Саркісян здобула ступінь бакалавра зі спеціальністю дослідження комунікації в Університеті штату Каліфорнія у Нортбріджі і ступінь магістра зі спеціальністю соціальної та політичної думки у Йоркському університеті у Торонто, який закінчила у 2010 році. Її дипломна робота називається «Я зроблю з тебе чоловіка: Сильні жінки у науковій фантастиці та фентезі на телебаченні» (англ. I'll Make a Man Out of You: Strong Women in Science Fiction and Fantasy Television).

## Feminist Frequency
Саркісян запустила свій вебсайт Feminist Frequency у 2009 році, коли була студенткою Йоркського університету. Вона створила його у спробі створити доступну феміністичну критику ЗМІ. Відео, створені для сайту, аналізували соціальну та культурну статеву структуру і масову культуру з точки зору фемінізму, наприклад, застосування тесту Бекдел до фільмів, номінованих на премію «Оскар» 2011 року та підкреслення ролі LEGO у посиленні культурних норм.
У 2011 році створила серію відео «Тропи проти жінок» (англ. Tropes vs. Women) у партнерстві з журналом «Bitch». Серія досліджує поширені тропи у відображенні жінок у відеоіграх з особливим фокусом на науковій фантастиці. Серія складається з шести відео, які присвячені таким тропам як маніакальна дівчина мрії піксі,жінки у холодильнику і принцип Смурфетти.
У 2011 році Саркісян стала співавторкою есе «Баффі проти Белли: Повторна поява архетипічного жіночого у історіях про вампірів» (англ. Buffy vs. Bella: The Re-Emergence of the Archetypal Feminine in Vampire Stories). Вона виступила на конференціях та майстер-класах, говорячи про критику ЗМІ та відеоблогінг, і дала інтерв'ю газеті «Обсервер» у березні 2012 року про сучасну медійну культуру.
У березні 2012 року Саркісян і її блог Feminist Frequency були згадані у списку «Електронні джерела по жінкам та гендеру» (англ. E-Sources on Women & Gender) журналом «Feminist Collections». Її блог був використаний як матеріал для створення курсів університетського рівня по жіночим дослідженням, вона виступала в університетах, говорячи на тему жіночих персонажів у масовій культурі.

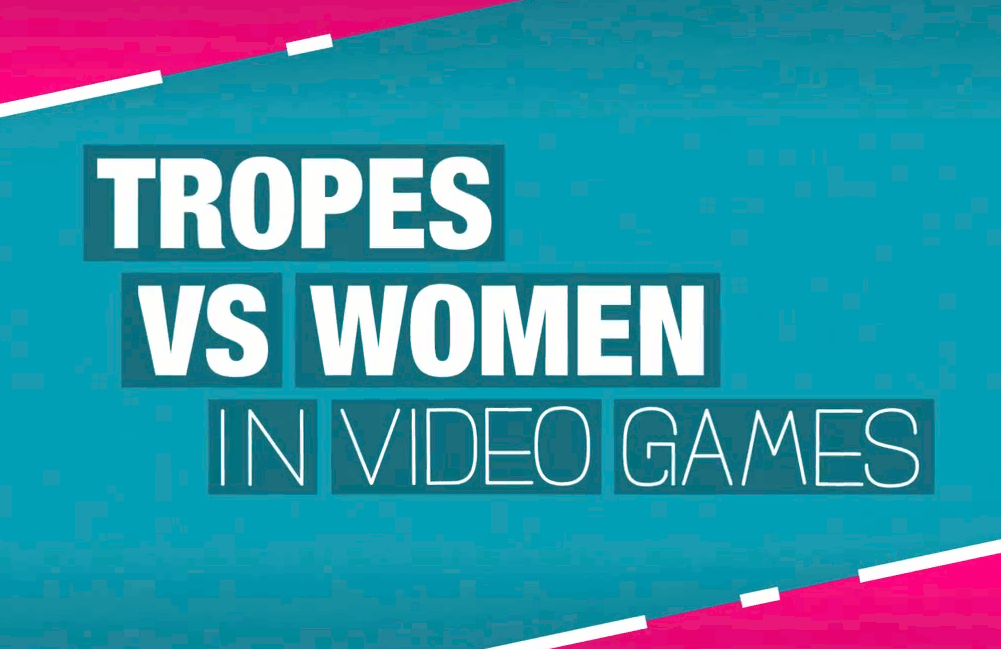
Титульна картка, що використовується у відео «Тропи проти жінок у відеоіграх»

Саркісян вирішила створити серію відео про відображення жінок у відеоіграх після того, як її запросили поговорити з розробниками у «Bungie Studios». 17 квітня 2012 року вона розпочала кампанію по збору коштів на Kickstarter, які підуть на створення серії невеликих відео, які будуть досліджувати гендерні тропи у відеоіграх. Запланована ціль у 6 тис. доларів була досягнена за 24 години. Кінцева зібрана сума сягла 158 922 доларів, яку пожертвували 6968 прихильників.
Саркісян планувала випустити «Тропи проти жінок у відеоіграх» у 2012 році, але перенесла запуск на пізніший термін, пояснивши це тим, що додаткові кошти, зібрані на Kickstarter, дозволили їй розширити обсяг та масштаб проєкту. Перше відео серії було опубліковане 7 березня 2013 року.
Перші три відео серії розповідають про троп «діва у біді», згідно якому герой чоловічої статі повинен врятувати пасивну і часто безпорадну жінку. Кріс Сьюллентроп з «Нью-Йорк Таймс» сказав, що перші чотири відео серії необхідні для перегляду всім, хто цікавиться відеоіграми. Він також додав, що вони є причиною, через яку він запитав геймдизайнера «Nintendo» Сігеру Міямото про теми діви у біді, які присутні у його іграх, на що той відповів, що не задумувався про це.
У січні 2015 року корпорація «Intel» оголосила, що буде працювати у партнерстві з Feminist Frequency та іншими групами, які візьмуть участь у спробі підвищити різноманітність та інклюзивність у технічній сфері, на яку підуть 300 млн доларів. Групи повинні допомогти сприянню підвищення кар'єрних можливостей, залученню та позитивному представництву жінок і меншинств у технічній сфері та геймінгу.
23 січня 2015 року сайт Feminist Frequency опублікував свій перший річний звіт та оголосив, що вони планують дві нові серії відео, присвячених «позитивному» відображенню жінок у відеоіграх, а також зображенню мужньої ідентичності у іграх.
8 березня 2016 року Feminist Frequency запустив краудфандингову кампанію для анімаційної серії відео під назвою «Звичайні жінки» (англ. Ordinary Women). Серія складається з п'яти випусків і досліджує життя таких видатних жінок як Іда Белл Веллс-Барнетт, Емма Голдман, Мурасакі Сікібу, Ада Лавлейс і Чжен Ши.
У березні 2016 року Feminist Frequency розпочав офіційне партнерство з групою підтримки жертв кібермоббінгу «Crash Override Network», погодившись виступити фінансовим спонсором.

## Кібермоббінг
Після запуску проєкту «Тропи проти жінок» розпочалася хвиля сексистського переслідування Саркісян. Зловмисники надсилали їй погрози зґвалтування та смерті, зламали її вебсторінки та сторінки у соціальних мережах і поширювали її особисту інформацію. Вони публікували зневажливі коментарі про неї онлайн, понівечили її сторінку на Вікіпедії, до якої додали расові знущання та сексуальні зображення, відправили Саркісян малюнки, на яких зображалися сцени ґвалтування Саркісян персонажами відеоігр.

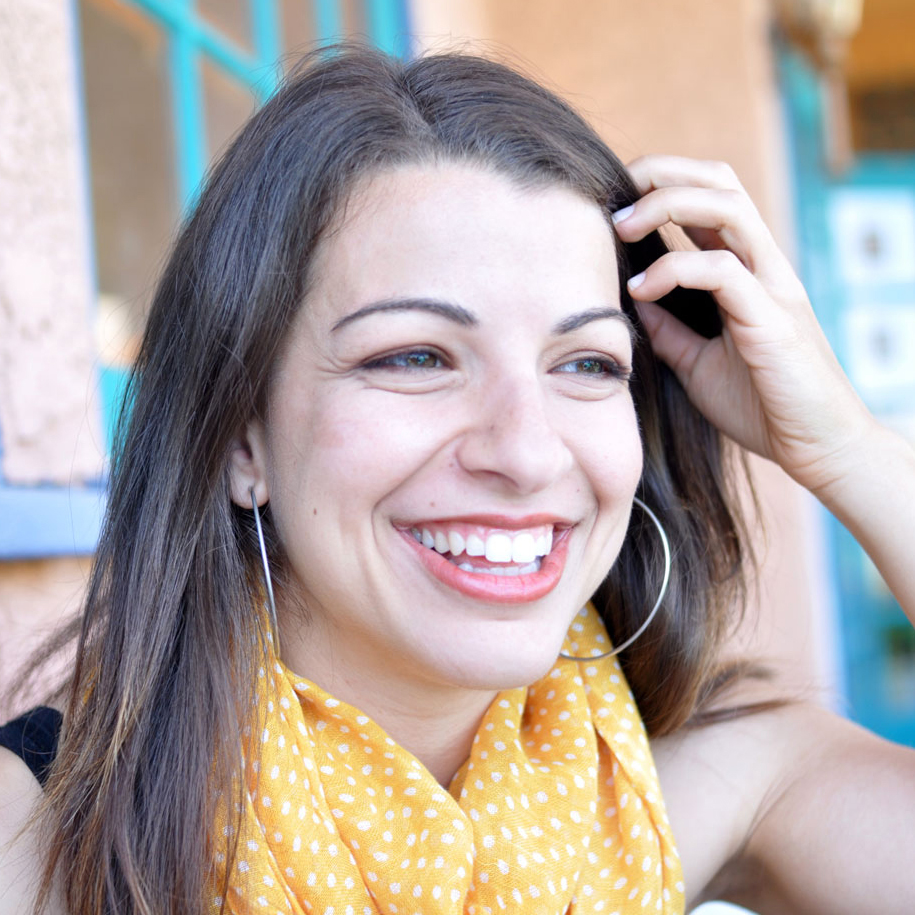
Аніта Саркісян

Один зі зловмисників створив комп'ютерну гру «Побий Аніту Саркісян» (англ. Beat Up Anita Sarkeesian), яка закликає гравця залити кров'ю зображення Саркісян, клікаючи мишею. Феміністка з Торонто Стефані Гатрі (англ. Stephanie Guthrie) отримала погрози зґвалтування та смерті за критику цієї гри. Вважається, що судовий процес проти критика Грегорі Алана Елліотта (англ. Gregory Alan Elliott), який є наслідком тривалого спору між ним та Гатрі, має значні наслідки для свободу слова онлайн у Канаді. Саркісян відповіла на погрози проти Гатрі у газеті «Toronto Standard», засуджуючи широкомасштабне переслідування, з яким зіткнулася вона та інші жінки в Інтернеті.
Через кібермоббінг Саркісян запросили виступити з промовами щодо сексуального переслідування та онлайн-спільнот на конференції TEDxWomen та кількох університетах.
У березні 2014 року Саркісян мала виступити та здобути нагороду «Вибір розробників ігор». Організатори пізніше повідомили, що вони отримали анонімну погрозу щодо закладення бомби і поліція Сан-Франциско ретельно оглянула місце проведення події до того, як церемонія продовжилася.
У серпні 2014 року блог Feminist Frequency опублікував новий випуск серії «Тропи проти жінок у відеоіграх». Це збіглося з тривалим переслідуванням Зої Квінн у рамках дискусії Геймергейт. Внаслідок переслідування Саркісян активістами Геймергейт, збільшення обсягу та специфіку погроз (включаючи погрози смерті), вона була вимушена залишити свій дім. Поліція Сан-Франциско підтвердила, що вони передали справу ФБР для подальшого розслідування.
14 жовтня 2014 року Саркісян і Університет штату Юта отримали терористичні погрози, пов'язані з запланованою лекцією Саркісян, яку вона повинна була прочитати пізніше того ж дня. Один з погрожуючих заявив, що він пов'язаний з Геймгейт. У погрозах згадується масове вбивство у Політехнічній школі Монреаля у 1989 році як джерело натхнення. Університет та поліція не повірили погрозам, оскільки вони були дуже схожі на інші, що отримувала Саркісян, але запланували посилення заходів безпеки. Саркісян скасувала подію, бо вважала прийняті заходи недостатніми, бо університет не міг заборонити носіння зброї на своїй території за законами штату Юта.

## Сприйняття та публічні виступи
Саркісян та її робота отримали набагато більше уваги після того, як вийшла серія «Тропи проти жінок у відеоіграх», за якою розпочався кібермоббінг. Ці події допомогли підняти питання сексуального домагання у відеоіграх у ЗМІ. Це питання обговорювалося у багатьох журналах та газетах, серед яких «Нью-Йорк Таймс» і «Гардіан».

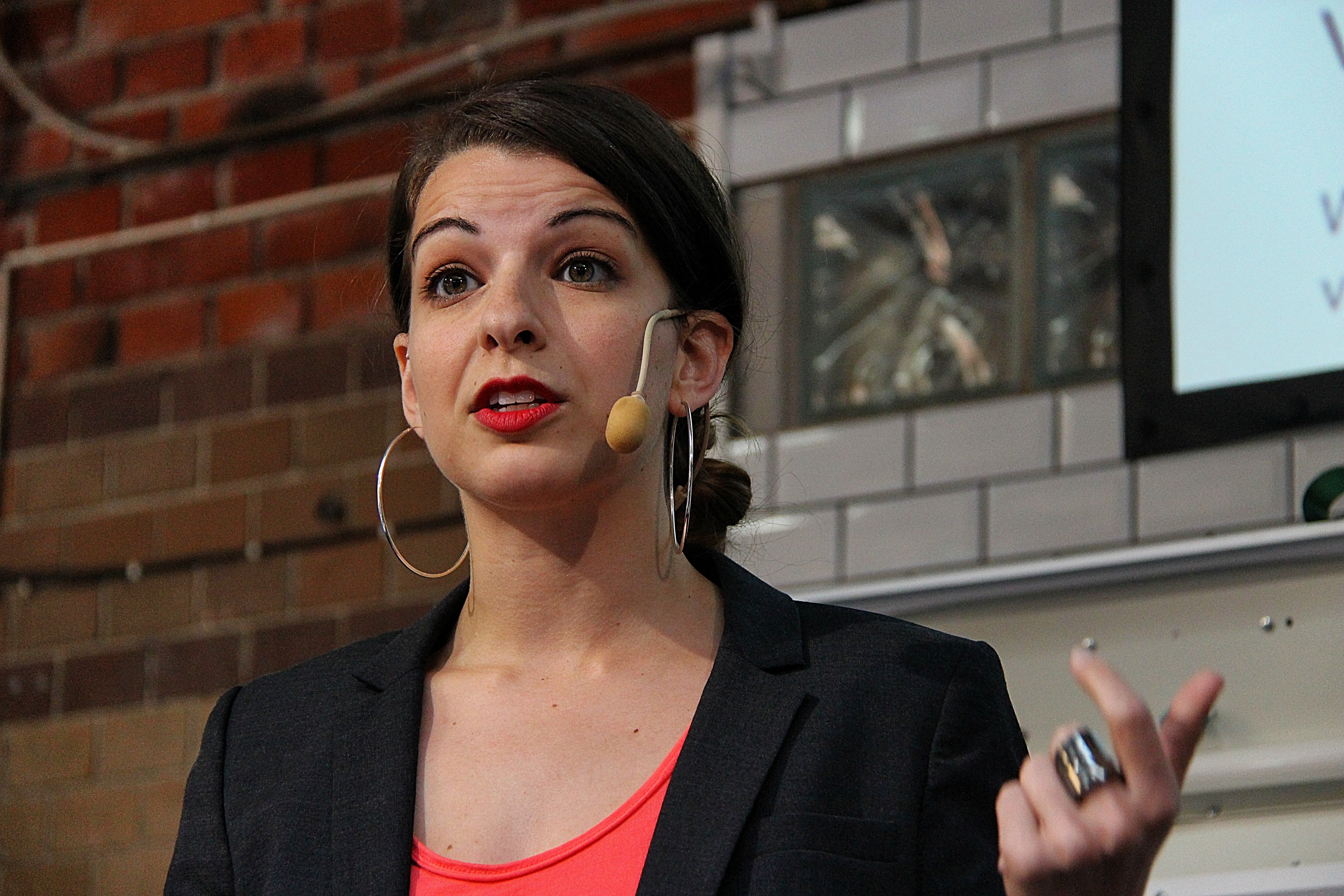
Аніта Саркісян виступає з промовою у 2013 році

Відмітивши, що Саркісян отримала велику підтримку під час переслідування, Сал Хамфрейс і Карен Орр Веред припускають, що в цілому ця кампанія призведе до того, що інші жінки можуть не наслідувати приклад Саркісян через страх отримати схожі погрози та стати об'єктом переслідування.
У вересні 2014 року Саркісян виступила з промовою на фестивалі XOXO, де сказала, що твердження, що вона та інші жінки сфабрикували своє переслідування, саме є формою переслідування. «Переслідування — це фонова радіація мого життя», вона пізніше сказала у «Блумберг Бізнесвік».
Погрози Саркісян і Університету штату Юта призвели до привернення уваги громадськості до мізогіністичних та жорстоких переслідувань в Інтернеті та до доречності прихованої зброї на території університету. Газета «The Salt Lake Tribune» написала, що такі погрози підтверджують позицію Саркісян щодо зв'язку між деякими відеоіграми та жорстокого ставлення до жінок. Газета також закликала штат дозволити університетам мати можливість заборонити носіння на своїй території вогнепальної зброї, коли це не просто недоречно, але й є шкідливим для місії вищого навчального закладу.
29 жовтня 2014 року Саркісян дала інтерв'ю на ток-шоу «The Colbert Report», де обговорювала кібермоббінг, який влаштував для неї Геймергейт, та свої погляди на те, як зробити відеоігри інклюзивнішими. Вона сказала Кольберу, що відеоігри часто зображають жінок таким способом, що підсилює культурні міфи про те, що жінки є сексуальними об'єктами і її ціль не в тому, щоб піддавати відеоігри цензурі, але в підвищенні усвідомлення, що жінок можна зображати реалістичнішими і менш стереотипними.
Кібермоббінг Саркісян і інших жінок у сфері відеоігор був показаний 14 січні 2015 року у випуску програми «Nightline». Коли її запитали у «ABC News», чому було стільки гніву, вона відповіла, що вважає, що це походить з ідеї про те, що сфера відеоігор — великою мірою для чоловіків, що ігри створюються чоловіками для чоловіків і що це дуже мізогіністична реакція. Саркісян з'явилася у документальному фільму «GTFO».

## Нагороди та номінації
Блог Саркісян Feminist Frequency був відмічений асоціацією «Media Report to Women» і «Feminist Collections». У 2012 році вебсайт Gamasutra розглянув кібермоббінг та успіх блогу Feminist Frequency каталізатором, що привернув увагу до важливості різноманітності та інклюзивності у культурі та індустрії відеоігор. Цей заклик до інклюзивності був названий серед 5 трендів, що визначили індустрію ігор у 2012 році. У 2013 році журнал «Ньюсвік» і вебсайт The Daily Beast назвали Саркісян однією зі «125 впливових жінок» (англ. 125 Women of Impact). Вона також здобула почесну нагороду від Національної академії рецензентів відеоігор (National Academy of Video Game Trade Reviewers) за відео «Діва у біді» (англ. Damsel in Distress) у 2013 році.
У 2014 році Сакрісян отримала Нагороду посередника (англ. Ambassador Award) на 14-тій церемонії вручення премії «Вибір розробників ігор» за її роботу з репрезентації жінок у відеоіграх, що зробило її першою жінкою, яка отримала цю нагороду. За свою роботу вона також була номінована на премію «Жінки у іграх» (англ. Women in Gaming) у номінації «Нагорода посередника» корпорації Microsoft.
Після погрози анти-фемініста влаштувати масову стрілянину під час виступу Саркісян в Університеті штату Юта, журнал «Rolling Stone» назвав її найціннішим критиком поп-культури, додавши, що «зворотний зв'язок лише довів її точку зору: індустрія ігор має проблему». У грудні 2014 року вебсайт The Verge назвав її однією з 50 найважливіших людей на перетині технологій, мистецтва, науки та культури. У березні 2015 року журнал «Тайм» заніс Саркісян до списку 30 найвпливовіших людей в Інтернеті, а у квітні того ж року заніс її до списку «Time 100». У травні 2015 року журнал «Cosmopolitan» заніс її до списку 50 найбільш захопливих людей в Інтернеті. Того ж року Саркісян була номінована на Меморіальну премію Джеймса Тіптрі-молодшого за серію відео «Тропи проти жінок у відеоіграх».